# Чаба Сіладі
Чаба Сіладі (угор. Čaba Silađi, 23 серпня 1990) — угорський плавець.
Учасник Олімпійських Ігор 2008, 2012, 2016 років.
Призер Чемпіонату Європи з плавання на короткій воді 2009 року.
Переможець літньої Універсіади 2015 року, призер 2009 року.
Призер Чемпіонату світу з плавання серед юніорів 2006, 2008 років.